# Здоровка (Киевская область)
Здоро́вка (укр. Здорівка) — село, входит в Васильковский район Киевской области Украины.
Расположено на реке Стугна.
Население по переписи 2001 года составляло 1342 человека. Почтовый индекс — 08626. Телефонный код — 44 71.

## Местный совет
ул. Соборная (Щорса), 175.
Сельский совет состоит из 14 депутатов. Обязанности председателя Здоровского сельского совета с 29.01.2016 г. исполняет Кобзарь Елена Николаевна